# Zhou Yu
Zhou Yu (chino tradicional, 周瑜; 175-210 d. C.) fue un militar y estratega de Wu. Compañero de Sun Ce. Tras la muerte de este fue el consejero de Sun Quan. Venció al ejército de Cao Cao en Chi Bi.
Cultivaba el arte y la literatura, y escribió libros muy alabados.